# Volley Bergamo 2008-2009
Questa voce raccoglie le informazioni riguardanti il Volley Bergamo nelle competizioni ufficiali della stagione 2008-2009.

## Stagione
La stagione 2008-09 è stata per il Volley Bergamo, sponsorizzato dalla Foppa Pedretti, la quindicesima consecutiva in Serie A1; come allenatore viene confermato Lorenzo Micelli, così come buona parte della rosa: tra le partenze si registrano quelle di Paola Croce, Valentina Fiorin, Angelina Grün, Maja Poljak e Milena Rosner, sostituite da Erika Araki, Lucia Bacchi, Antonella Del Core e Serena Ortolani, quest'ultima ritornata dal prestito; tra le conferme Francesca Piccinini, Eleonora Lo Bianco, Valentina Arrighetti e Jenny Barazza.
La stagione si apre con la Supercoppa italiana, a cui la squadra di Bergamo partecipa come vincitrice della Coppa Italia 2007-08, sfidando le campionesse d'Italia del Robursport Volley Pesaro: sono queste ultime a vincere il trofeo con il risultato di 3-1.
Il girone di andata del campionato è un monologo di vittorie, eccetto una sola sconfitta all'undicesima giornata contro la squadra di Pesaro, chiudendo al secondo posto in classifica. Il girone di ritorno si apre invece con lo stop inferto dalla Spes Conegliano, a cui segue una vittoria e una sconfitta: dopo tre successi consecutivi, il Volley Bergamo viene fermato dall'Asystel Volley: il resto delle regular season è caratterizzata solo da vittorie, eccetto la gara persa al tie-break contro il Chieri Volley, chiudendo al terzo posto in classifica. Nei quarti di finale dei play-off scudetto incontro la Pallavolo Sirio Perugia, la quale vince gara 1, ma poi perde le due successivo, consentendo al club orobico di accedere alle semifinali: nel penultimo atto del campionato, la sfida è contro la formazione di Novara, la quale vince gara 1, perde le due successive, ma poi riesce ad aggiudicarsi gara 4 e gara 5, estromettendo il Volley Bergamo dalla corsa allo scudetto.
Tutte le squadre partecipanti alla Serie A1 2008-09 sono di diritto qualificate alla Coppa Italia; il Volley Bergamo parte dagli ottavi di finale, che vince battendo, sia nella gara di andata che in quella di ritorno, il Santeramo Sport: supera poi nei quarti di finale il Florens Volley Castellana Grotte, mentre viene eliminata in semifinale dall'Asystel Volley.
Grazie al secondo posto e l'uscita alle semifinali nel campionato 2007-08, il club lombardo si qualifica per la Champions League: chiude la fase a gironi al primo posto nel proprio raggruppamento con cinque vittorie all'attivo ed una sola sconfitta maturata nella gara contro il Międzyszkolny Klub Sportowy Muszynianka. Nella fase ad eliminazione diretta, supera nei play-off a 12 il Pilskie Towarzystwo Piłki Siatkowej di Piła, mentre nei play-off a 6 sfida l'altra squadra italiana del Robursport Volley Pesaro: dopo aver vinto la gara di andata, perde quella di ritorno, sempre per 3-1, ma riesce a qualificarsi per la Final Four di Perugia grazie alla vittoria del golden set. Con il successo in semifinale sulla Pallavolo Sirio Perugia, accede alla finale contro la Dinamo Mosca: grazie al 3-2 finale, il Volley Bergamo festeggia il suo sesto titolo nella massima competizione europea.

## Organigramma societario
Area direttiva
- Presidente: Luciano Bonetti

Area tecnica
- Allenatore: Lorenzo Micelli
- Allenatore in seconda: Davide Mazzanti
- Scout man: Gianni Bonacina
- Video man: Matteo Bertini

Area sanitaria
- Medico: Fabrizio Centonze, Sergio Veneziani
- Preparatore atletico: Roberto Benis
- Fisioterapista: Giuseppe Ferrenti, Celeste Mora

## Rosa
| N° | Nome                 | Ruolo | Data di nascita  | Nazionalità sportiva |
| -- | -------------------- | ----- | ---------------- | -------------------- |
| 1  | Serena Ortolani      | S/O   | 7 gennaio 1987   | Italia               |
| 2  | Enrica Merlo         | L     | 28 dicembre 1988 | Italia               |
| 5  | Katarzyna Gujska     | P     | 15 febbraio 1975 | Polonia              |
| 6  | Erika Araki          | C     | 3 agosto 1984    | Giappone             |
| 7  | Alessandra Camarda   | L     | 5 agosto 1988    | Italia               |
| 8  | Jenny Barazza        | C     | 24 luglio 1981   | Italia               |
| 9  | Indre Sorokaite      | S/O   | 7 luglio 1988    | Italia               |
| 10 | Lucia Bacchi         | S     | 4 gennaio 1981   | Italia               |
| 12 | Francesca Piccinini  | S     | 10 gennaio 1979  | Italia               |
| 13 | Valentina Arrighetti | C     | 26 febbraio 1985 | Italia               |
| 14 | Eleonora Lo Bianco   | P     | 22 dicembre 1979 | Italia               |
| 15 | Antonella Del Core   | S     | 5 novembre 1980  | Italia               |

## Mercato
| Acquisti | Acquisti           | Acquisti      | Acquisti      |
| R.       | Nome               | da            | Modalità      |
| -------- | ------------------ | ------------- | ------------- |
| C        | Erika Araki        | Toray Arrows  | prestito      |
| S        | Lucia Bacchi       | Esperia       | definitivo    |
| S        | Antonella Del Core | Sirio Perugia | definitivo    |
| S/O      | Serena Ortolani    | Busto Arsizio | fine prestito |

| Cessioni | Cessioni         | Cessioni     | Cessioni   |
| R.       | Nome             | a            | Modalità   |
| -------- | ---------------- | ------------ | ---------- |
| S        | Ilaria Cassis    | ?            | definitivo |
| P        | Stefania Corna   | Life Milano  | definitivo |
| L        | Paola Croce      | River        | definitivo |
| S        | Valentina Fiorin | RC Cannes    | definitivo |
| S/O      | Angelina Grün    | VakıfBank GS | definitivo |
| C        | Chiara Lapi      | Asystel      | definitivo |
| S        | Laura Mazzoleni  | ?            | definitivo |
| C        | Maja Poljak      | Türk Telekom | definitivo |
| S        | Milena Rosner    | Muszynianka  | definitivo |
| S        | Celeste Sangalli | ?            | definitivo |

## Risultati

### Serie A1

#### Girone di andata
| 1ª giornata - 12 ottobre 2008 PalaNorda, Bergamo                    | Bergamo           | 3 - 0 | Spes Conegliano    | 25-17, 25-23, 25-22               |
| 2ª giornata - 18 ottobre 2008 PalaGrotte, Castellana Grotte         | Castellana Grotte | 1 - 3 | Bergamo            | 20-25, 25-16, 22-25, 27-29        |
| 3ª giornata - 26 ottobre 2008 PalaNorda, Bergamo                    | Bergamo           | 3 - 2 | Giannino Pieralisi | 25-19, 23-25, 25-19, 25-27, 15-9  |
| 4ª giornata - 2 novembre 2008 Carisport, Cesena                     | Cesena            | 0 - 3 | Bergamo            | 21-25, 22-25, 23-25               |
| 5ª giornata - 9 novembre 2008 PalaNorda, Bergamo                    | Bergamo           | 3 - 1 | Busto Arsizio      | 25-22, 25-22, 19-25, 26-24        |
| 6ª giornata - 16 novembre 2008 PalaRavizza, Pavia                   | Pavia             | 1 - 3 | Bergamo            | 25-13, 16-25, 22-25, 23-25        |
| 7ª giornata - 22 novembre 2008 PalaNorda, Bergamo                   | Bergamo           | 3 - 2 | Asystel            | 25-16, 13-25, 19-25, 25-23, 18-16 |
| 8ª giornata - 30 novembre 2008 PalaNorda, Bergamo                   | Bergamo           | 3 - 0 | Sassuolo           | 25-22, 25-14, 25-22               |
| 9ª giornata - 4 dicembre 2008 PalaEvangelisti, Perugia              | Sirio Perugia     | 0 - 3 | Bergamo            | 23-25, 24-26, 26-28               |
| 10ª giornata - 14 dicembre 2008 PalaNorda, Bergamo                  | Bergamo           | 3 - 0 | Vicenza            | 25-15, 25-17, 25-21               |
| 11ª giornata - 20 dicembre 2008 PalaDionigi, Sant'Angelo in Lizzola | Robursport Pesaro | 3 - 1 | Bergamo            | 25-22, 25-20, 22-25, 27-25        |
| 12ª giornata - 26 dicembre 2008 PalaNorda, Bergamo                  | Bergamo           | 3 - 1 | Chieri             | 25-20, 26-24, 22-25, 25-17        |
| 13ª giornata - 6 gennaio 2009 PalaCooper, Santeramo in Colle        | Santeramo         | 2 - 3 | Bergamo            | 22-25, 25-20, 25-18, 17-25, 12-15 |

#### Girone di ritorno
| 14ª giornata - 11 gennaio 2009 Zoppas Arena, Conegliano          | Spes Conegliano    | 3 - 1 | Bergamo           | 23-25, 25-19, 25-16, 25-21        |
| 15ª giornata - 18 gennaio 2009 PalaNorda, Bergamo                | Bergamo            | 3 - 0 | Castellana Grotte | 25-18, 25-20, 25-12               |
| 16ª giornata - 25 gennaio 2009 PalaTriccoli, Jesi                | Giannino Pieralisi | 3 - 2 | Bergamo           | 16-25, 25-18, 17-25, 25-21, 16-14 |
| 17ª giornata - 1º febbraio 2009 PalaNorda, Bergamo               | Bergamo            | 3 - 2 | Cesena            | 25-11, 24-26, 21-25, 25-14, 15-12 |
| 18ª giornata - 14 febbraio 2009 PalaYamamay, Busto Arsizio       | Busto Arsizio      | 1 - 3 | Bergamo           | 20-25, 25-21, 19-25, 20-25        |
| 19ª giornata - 22 febbraio 2009 PalaNorda, Bergamo               | Bergamo            | 3 - 0 | Pavia             | 25-20, 25-14, 25-21               |
| 20ª giornata - 28 febbraio 2009 Sporting Palace, Novara          | Asystel            | 3 - 0 | Bergamo           | 25-20, 25-16, 25-12               |
| 21ª giornata - 8 marzo 2009 PalaPaganelli, Sassuolo              | Sassuolo           | 1 - 3 | Bergamo           | 14-25, 16-25, 25-22, 25-27        |
| 22ª giornata - 15 marzo 2009 PalaNorda, Bergamo                  | Bergamo            | 3 - 0 | Sirio Perugia     | 25-21, 28-26, 25-23               |
| 23ª giornata - 22 marzo 2009 Palasport Città di Vicenza, Vicenza | Vicenza            | 1 - 3 | Bergamo           | 25-21, 18-25, 15-25, 20-25        |
| 24ª giornata - 1º aprile 2009 PalaNorda, Bergamo                 | Bergamo            | 3 - 1 | Robursport Pesaro | 27-29, 25-20, 28-26, 25-23        |
| 25ª giornata - 5 aprile 2009 PalaMaddalene, Chieri               | Chieri             | 3 - 2 | Bergamo           | 13-25, 21-25, 25-23, 25-19, 15-9  |
| 26ª giornata - 11 aprile 2009 PalaNorda, Bergamo                 | Bergamo            | 3 - 0 | Santeramo         | 25-21, 25-18, 25-18               |

#### Play-off scudetto
| Quarti di finale (gara 1) - 15 aprile 2009 PalaEvangelisti, Perugia | Sirio Perugia | 3 - 1 | Bergamo       | 20-25, 25-20, 25-19, 25-23        |
| Quarti di finale (gara 2) - 17 aprile 2009 PalaNorda, Bergamo       | Bergamo       | 3 - 1 | Sirio Perugia | 25-20, 21-25, 25-19, 25-17        |
| Quarti di finale (gara 3) - 19 aprile 2009 PalaNorda, Bergamo       | Bergamo       | 3 - 0 | Sirio Perugia | 25-20, 25-16, 25-19               |
| Semifinali (gara 1) - 22 aprile 2009 Sporting Palace, Novara        | Asystel       | 3 - 2 | Bergamo       | 17-25, 21-25, 25-18, 25-17, 15-9  |
| Semifinali (gara 2) - 24 aprile 2009 Sporting Palace, Novara        | Asystel       | 2 - 3 | Bergamo       | 25-23, 25-20, 21-25, 20-25, 13-15 |
| Semifinali (gara 3) - 26 aprile 2009 PalaNorda, Bergamo             | Bergamo       | 3 - 0 | Asystel       | 25-13, 25-20, 25-20               |
| Semifinali (gara 4) - 28 aprile 2009 PalaNorda, Bergamo             | Bergamo       | 1 - 3 | Asystel       | 31-33, 25-22, 23-25, 22-25        |
| Semifinali (gara 5) - 30 aprile 2009 Sporting Palace, Novara        | Asystel       | 3 - 2 | Bergamo       | 22-25, 25-19, 27-25, 19-25, 15-11 |

### Coppa Italia

#### Fase a eliminazione diretta
| Ottavi di finale (andata) - 19 novembre 2008 PalaCooper, Santeramo in Colle | Santeramo | 2 - 3 | Bergamo           | 17-25, 25-23, 21-25, 25-23, 10-15 |
| Ottavi di finale (ritorno) - 26 novembre 2008 PalaNorda, Bergamo            | Bergamo   | 3 - 0 | Santeramo         | 25-23, 25-20, 25-22               |
| Quarti di finale - 6 febbraio 2009 PalaSele, Eboli                          | Bergamo   | 3 - 0 | Castellana Grotte | 25-14, 25-17, 25-21               |
| Semifinali - 7 febbraio 2009 PalaSele, Eboli                                | Asystel   | 3 - 1 | Bergamo           | 25-22, 23-25, 25-23, 28-26        |

### Supercoppa italiana

#### Fase ad eliminazione diretta
| Finale - 8 ottobre 2008 Adriatic Arena, Pesaro | Robursport Pesaro | 3 - 1 | Bergamo | 27-25, 25-17, 19-25, 25-18 |

### Champions League

#### Fase a gironi
| 1ª giornata - 5 novembre 2008 Haldun Alagaş Spor Salonu, Istanbul | VakıfBank    | 2 - 3 | Bergamo      | 18-25, 25-21, 23-25, 25-18, 12-15 |
| 2ª giornata - 11 novembre 2008 PalaFacchetti, Treviglio           | Bergamo      | 1 - 3 | Muszynianka  | 27-25, 20-25, 15-25, 22-25        |
| 3ª giornata - 10 dicembre 2008 Rapid Hall Bucaresti, Galați       | Metal Galați | 2 - 3 | Bergamo      | 22-25, 25-14, 25-15, 18-25, 11-15 |
| 4ª giornata - 16 dicembre 2008 PalaFacchetti, Treviglio           | Bergamo      | 3 - 0 | Metal Galați | 25-21, 25-18, 25-23               |
| 5ª giornata - 15 gennaio 2009 Hala sportowa Muszyna, Muszyna      | Muszynianka  | 0 - 3 | Bergamo      | 14-25, 24-26, 18-25               |
| 6ª giornata - 20 gennaio 2009 PalaFacchetti, Treviglio            | Bergamo      | 3 - 2 | VakıfBank    | 26-24, 21-25, 25-19, 26-28, 15-10 |

#### Fase ad eliminazione diretta
| Play-off a 12 (andata) - 12 febbraio 2009 MOSiR, Piła               | PTPS              | 0 - 3 | Bergamo           | 23-25, 17-25, 23-25                          |
| Play-off a 12 (ritorno) - 18 febbraio 2009 PalaFacchetti, Treviglio | Bergamo           | 3 - 0 | PTPS              | 25-13, 25-23, 25-23                          |
| Play-off a 6 (andata) - 5 marzo 2009 Adriatic Arena, Pesaro         | Robursport Pesaro | 1 - 3 | Bergamo           | 23-25, 25-21, 22-25, 23-25                   |
| Play-off a 12 (ritorno) - 12 marzo 2009 PalaFacchetti, Treviglio    | Bergamo           | 1 - 3 | Robursport Pesaro | 19-25, 13-25, 25-23, 16-25 Golden set: 15-11 |
| Semifinali - 28 marzo 2009 PalaEvangelisti, Perugia                 | Sirio Perugia     | 1 - 3 | Bergamo           | 15-25, 25-23, 17-25, 24-26                   |
| Finale - 29 marzo 2009 PalaEvangelisti, Perugia                     | Dinamo Mosca      | 2 - 3 | Bergamo           | 21-25, 25-22, 25-14, 24-26, 10-15            |

## Statistiche

### Statistiche di squadra
| Competizione        | Punti | In casa | In casa | In casa | In trasferta | In trasferta | In trasferta | Totale | Totale | Totale |
| Competizione        | Punti | G       | V       | P       | G            | V            | P            | G      | V      | P      |
| ------------------- | ----- | ------- | ------- | ------- | ------------ | ------------ | ------------ | ------ | ------ | ------ |
| Serie A1            | 61    | 17      | 16      | 1       | 17           | 9            | 8            | 34     | 25     | 9      |
| Coppa Italia        | -     | 1       | 1       | 0       | 1            | 1            | 0            | 4      | 3      | 1      |
| Supercoppa italiana | -     | -       | -       | -       | -            | -            | -            | 1      | 0      | 1      |
| Champions League    | 10    | 5       | 3       | 2       | 5            | 5            | 0            | 12     | 10     | 2      |
| Totale              | -     | 23      | 20      | 3       | 23           | 15           | 8            | 51     | 38     | 13     |

G = partite giocate; V = partite vinte; P = partite perse

### Statistiche dei giocatori
| E. Araki      | 22 | 24  | 14  | 9  | 1  | 1 | 3  | 2  | 0  | 1 | 1 | 1  | 1  | 0 | 0 | Statistiche assenti | Statistiche assenti |
| V. Arrighetti | 34 | 357 | 254 | 89 | 14 | 4 | 37 | 29 | 7  | 1 | 1 | 7  | 7  | 0 | 0 | Statistiche assenti | Statistiche assenti |
| L. Bacchi     | 31 | 239 | 196 | 34 | 9  | 3 | 22 | 15 | 6  | 1 | 1 | 10 | 8  | 1 | 1 | Statistiche assenti | Statistiche assenti |
| J. Barazza    | 34 | 259 | 152 | 84 | 23 | 4 | 39 | 24 | 12 | 3 | 1 | 10 | 6  | 4 | 0 | Statistiche assenti | Statistiche assenti |
| A. Camarda    | 13 | -   | -   | -  | -  | 2 | -  | -  | -  | - | 1 | -  | -  | - | - | Statistiche assenti | Statistiche assenti |
| A. Del Core   | 30 | 331 | 278 | 42 | 12 | 4 | 49 | 39 | 6  | 4 | - | -  | -  | - | - | Statistiche assenti | Statistiche assenti |
| K. Gujska     | 22 | 4   | 2   | 1  | 1  | 3 | 4  | 4  | 0  | 0 | 1 | 0  | 0  | 0 | 0 | Statistiche assenti | Statistiche assenti |
| E. Lo Bianco  | 33 | 78  | 42  | 25 | 12 | 4 | 8  | 4  | 3  | 1 | 1 | 5  | 4  | 1 | 0 | Statistiche assenti | Statistiche assenti |
| E. Merlo      | 31 | 1   | -   | 1  | -  | 4 | -  | -  | -  | - | 1 | -  | -  | - | - | Statistiche assenti | Statistiche assenti |
| S. Ortolani   | 34 | 562 | 507 | 51 | 4  | 4 | 62 | 57 | 4  | 1 | 1 | 2  | 2  | 0 | 0 | Statistiche assenti | Statistiche assenti |
| F. Piccinini  | 31 | 417 | 374 | 28 | 15 | 2 | 32 | 29 | 3  | 0 | 1 | 24 | 24 | 0 | 0 | Statistiche assenti | Statistiche assenti |
| I. Sorokaite  | 33 | 76  | 64  | 11 | 1  | 3 | 7  | 5  | 2  | 0 | 1 | 8  | 7  | 1 | 0 | Statistiche assenti | Statistiche assenti |

P = presenze; PT = punti totali; AV = attacchi vincenti; MV = muri vincenti; BV = battute vincenti